# Victor Billet
Victor Louis Guillaume Billet (Sint-Joost-ten-Node, 3 mei 1902 - Dieppe, 19 augustus 1942), was een Belgische Luitenant-ter-zee. Hij was de bepleiter van de Royal Navy Section Belge, en bij gevolg de oprichter van de Belgische Marine. De Royal Navy Section Belge leverde de bemanning voor twee korvetten (HMS Buttercup en HMS Godetia), een flottielje mijnenvegers en enkele patrouillevaartuigen. De Belgische Sectie van de Royal Navy bestond tot 1946.

## Leven voor de Tweede Wereldoorlog
Victor Louis Guillaume Billet werd geboren in Sint-Joost-ten-Node, op 3 mei 1902 als zoon van Guillaume Jean Billet (° 18/01/1879 en + 13/10/1948) en Sophronie Emilie Thiry. Hij volgt middelbaar onderwijs aan het Collège Saint Louis in Brussel. Van 07/11/1921 tot 20/07/1922 studeert hij aan de Hogere Zeevaartschool Antwerpen te Antwerpen en studeert af als dekofficier bij de Koopvaardijvloot.
Op 22/6/1927 trouwt hij te Brunoy (Frankrijk) met Laure Nayaert (° Ixelles 22/11/1903 en + Brugge 05/01/1996).
Van 1922 tot 1928 vaart hij voor de rederijen La Royal Belge Argentine, Lloyd Royale en Deppe. In 1927 vervult hij een deel van zijn militaire dienst bij het 3de Linie Regiment in Oostende. Op 22 oktober 1927 wordt hij na ziekte vrijgesteld voor verdere militaire dienst en kan hij terug gaan varen. Van 1928 tot 1930 vaart hij op de Kongostroom voor de Union Nationale des Transports Fluviaux. Op 17 april 1931 behaalt hij het brevet van Kapitein op de grote vaart. Hij monstert aan als kapitein bij de rederij N.A.V.A.N.A. 
In 1932 volgt hij een opleiding “Scheepvaart in Oorlogstijd” aan de Zeevaartschool te Oostende en behaalt op 21 juni 1932 het “Certificat d’Aptitude de la Division Supérieure – Section Pont”. Van 1933 tot 1934 vaart hij in dienst van de rederij Cockerill. 
Van 1934 tot 1940 komt hij in dienst van de Staatsmarine. Na korte tijd gewerkt te hebben bij de loodsdienst, vaart hij aan boord van diverse pakketboten op de lijn Oostende – Dover, op het visserijwachtschip Zinnia, het hospitaalschip St. Yves en de Oostendse treilers O.80 Duchesse de Brabant en O.89 Freddy, waar hij deelneemt aan viscampagnes in de zee rond IJsland waarbij hij talrijke foto’s en 2 films opneemt. Op 2 oktober 1936 wordt hij benoemd tot Luitenant en ingeschreven op de rol van de Staatsmarine.

## Tweede Wereldoorlog
Victor Billet beslist in te gaan tegen de “neutrale” houding van de regering Pierlot die bij het begin van de oorlog in ballingschap in Londen was geweest. Hij onderneemt stappen om een nieuwe militaire marine op te richten. Op 4 juli 1940 schrijft hij het Ministry of Shipping om zijn diensten aan te bieden. Hij brengt meteen ook directeur Lesure van de Staatsmarine op de hoogte. Half juli echter krijgt hij van de Staatsmarine een blaam omdat hij zijn diensten heeft aangeboden aan Groot-Brittannië. Profiterend van zijn verblijf in Londen trekt hij naar de kantoren van het Zeewezen, waar hij commandant-directeur Boël voorstelt een nieuw Marinekorps samen te stellen met “werkloze” vissers. In afwachting van een antwoord wordt hij aan boord van de Prince Philippe, een pakketboot van de lijn Dover-Oostende, te Southampton gestuurd. 
Op 27 september 1940 gelast Mr. Van Campenhout, kabinetschef van minister Gutt en lid van het BSAC (Belgian Shipping Advisory Committee), Billet 30 vissers te rekruteren in Londen. Men verzekert hem dat dit de eerste stap is in de richting van een Belgische Koninklijke Marine. Enerzijds zegt Van Campenhout er niet bij dat waterschout Depoorter samen met Lt. Morell RNVR (Royal Navy Volunteer Reserve), een van de mannen van Sir Gerald Dickens, reeds de opdracht heeft gekregen vrijwilligers te rekruteren, en anderzijds geeft hij Billet slechts drie dagen voor zijn rekruteringswerk. Billet rekruteert 22 vissers en 9 burgers, onder wie 4 studenten. Op 1 oktober 1940 wijst Van Campenhout de burgers af, onder voorwendsel dat ze het leger moeten vervoegen. Op 10 oktober 1940 benoemt de admiraliteit Billet tot luitenant RNVR. Op 14 oktober krijgt hij het bevel zich naar H.M.S. Royal Arthur te begeven, een centrum voor basisopleiding in Skegness, om er vanaf 19 oktober de opleiding van de eerste vrijwilligers op zich te nemen. Ondertussen verneemt hij via Van Campenhout dat hij de 31, door Depoorter en Morell gerekruteerde, vrijwilligers onder zijn hoede zal krijgen in het kamp H.M.S. Royal Arthur, terwijl zijn eigen gerekruteerde vrijwilligers het tweede contingent zullen vormen. 
Op 16 april 1941, minder dan vijftien dagen na de oprichting van de “Royal Navy - Section Belge”, werd Victor Billet overgeplaatst naar de torpedojager H.M.S. “Brilliant” die op het punt staat om te vertrekken naar het midden van de Atlantische Oceaan. Op 12 mei 1941 verlaat de “Brilliant” zijn thuishaven. Hij heeft tot taak de konvooien tussen Freetown en Gibraltar te escorteren en de tankers die vijandelijke onderzeeërs en boten bevoorraden, te kelderen. De H.M.S. “London” en de H.M.S. “Brilliant” onderschepten op 4 juni 1941 de S.S. Esso Hamburg, die moest instaan voor de bevoorrading van het slagschip Bismarck en brachten hem tot zinken. Victor Billet filmt de onderschepping en het kelderen van de S.S. Esso Hamburg. Rond 10 juli 1941 verlaat de “HMS Brilliant” Gilbratar, met bestemming Chatham. 
Op 17 juli 1941 wordt hij overgeplaatst naar de kazerne "H.M.S. Drake”, de toekomstige basis voor de Belgische Sectie in Devonport, nabij Plymouth. Op 21 juli 1941 volgt er een tegenbevel, en het is ook rond die tijd dat hij geruchten opvangt over een commandant van de pakketboten die zou zijn aangesteld als chef van de Belgische Sectie. Op dat moment weet Billet het nog niet, maar zijn carrière bij de Belgische Sectie is voorbij. Men heeft hem ter beschikking van de admiraliteit gesteld. 
Rond eind augustus 1941 krijgt Billet van de admiraliteit de toestemming om een flottielje van snelle motorboten op te richten. Hij wordt dan overgeplaatst naar de Coastal Forces. Op 1 september 1941 moet hij zich naar de basis H.M.S. “Attack” begeven, het hoofdkwartier van de Coastal Operations. Op 4 september begint zijn opleiding op de basis van H.M.S. Wasp in Dover. In H.M.S. Beehive stelt hij op 5 oktober een rapport op voor Admiraal Dickens waarin hij voorstelt om een flottielje van snelle motorboten op te richten. 
Op 8 oktober gaat hij naar de admiraliteit en krijgt daar te horen dat zijn project aanvaard is. Op 18 oktober wordt hij opnieuw ontboden om te horen dat zijn project voorlopig in de koelkast wordt geborgen. Ondertussen wordt hij naar de school van de kuststrijdkrachten  H.M.S. St. Christopher gestuurd in het Schotse Fort William, ter voltooiing van zijn opleiding. Hij keert op 31 december 1941 terug naar H.M.S. St.-Christopher. Begin januari 1942 mag Luitenant Billet met verlof gaan. Blijkbaar werd Billet buiten spel gezet ten gevolge van een geschil tussen de Belgische regering en de Britse admiraliteit, in verband met de weigering van de Belgische regering voor de oprichting van een Belgisch flottielje. Wanneer Billet op 16 mei 1942 aankomt in H.M.S. “Dundonald” in het Schotse Troon, een groot legerkamp en de basis van de beach commandos. Op 26 mei reist hij naar de andere kant van Groot-Brittannië, naar H.M.S. Mastadon, een van de bases van het hoofdkwartier van de Combined Operations.

## Dieppe en verdwijning
In mei 1942 wordt Lt. Billet overgeplaatst naar LCT 159, als 2e commandant, maar ook voor liason diensten in de LCT Flotille aangehecht bij het 14e Calgary regiment, het Canadese tank regiment. Vanaf 20 mei 1942 komen op het eiland Wight zowat 5.000 Canadezen toe samen met hun tanks en zo’n 240 schepen, van allerlei soort, bemand door 2.000 zeelui in voorbereiding van de raid op Dieppe. De staf besliste om de aanval te laten plaatsvinden tussen 3 en 9 juli. Op 1 juli verlaten de LCT flottieljes hun respectievelijke basissen om na middernacht in het grootste geheim de tanks van het 14de bataljon te gaan oppikken.  Op 3 en 4 juli wordt de aanval uitgesteld wegens het slechte weer. Op 5 juli krijgt het hoofdkwartier te horen dat de 10de Panzer Division, zich vermoedelijk in de buurt van Amiens bevindt, op 70 km van Dieppe. Men besluit dan ook de aanval 48 uur uit te stellen. De aanval wordt helemaal afgeblazen op 7 juli nadat de vloot bestookt wordt door de Luftwaffe. 
Bij avondschemering van de 18de augustus steken de  schepen volgeladen met troepen en materiaal het Kanaal over. Ongeveer één uur voor dageraad ontmoet de flottielje die moet ontschepen aan de oostelijke punten (Berneval - Belleville), een Duits konvooi komende van Boulogne-sur-Mer. Een kort maar hevig gevecht breekt los. De landingsvaartuigen op de linkervleugel, die de manschappen van het 3de Commando vervoeren, worden verspreid. Van de 23 schepen zullen slechts 7 hun troepen op de stranden van Berneval en Belleville brengen. Een tweede gevolg van dit treffen was dat het geluid van de zeeslag de nabije Duitse kustverdediging alarmeerde. Deze kwam in actie in minder dan 10 minuten na het begin van de schermutselingen. Tijdens de gevechten na de landing verdween LTZ. Van Billet. Zijn lichaam wordt nooit gevonden.

## Nalatenschap
Het voormalige Amerikaanse fregat PF-57 USS Sheboygan wordt na zijn indienstname in 1947 bij de Belgische Marine omgedoopt tot F910 Luitenant Ter Zee Victor Billet. Ook het huidige opleidingscentrum van de marine te Sint-Kruis, Brugge draagt de naam Kwartier Luitenant-Ter-Zee Victor Billet.